# Rota Romântica
A Rota Romântica egy körülbelül 170 kilométer hosszú tematikus útvonal Brazíliában, amely Rio Grande do Sul állam 14 legjelentősebb német kultúrájú községét köti össze. Ezt a területet német bevándorlók gyarmatosították a 19. század elején, és a germán hatás máig látható a településeken (építészet, hagyományok, gasztronómia, nyelvjárás).

## Községek
A Rota Romântica a következő községeket érinti (délről északi, majd északkeleti irányba haladva):
- São Leopoldo
- Novo Hamburgo
- Estância Velha
- Ivoti
- Dois Irmãos
- Morro Reuter
- Santa Maria do Herval
- Presidente Lucena
- Linha Nova
- Picada Café
- Nova Petrópolis
- Gramado
- Canela
- São Francisco de Paula

## Leírása
1996. április 22-én hozták létre, nevét a németországi Romantische Straße-hoz való hasonlóságáról kapta.
A Rio dos Sinos völgyében indul, Porto Alegretől 40 kilométerre északra, és nagy része a Gaúcho-hegységben húzódik. Elsősorban gépkocsival járható be, de egyes községekben kerékpáros és gyalogos útvonalakat is meghatároztak részeként. Vonzereje nem csak az európai kultúra és éghajlat, hanem a gyönyörű természet (különösen ősszel), ökoturizmus, német fesztiválok, sportlehetőségek, éjszakai élet.
A lista utolsó öt községe az úgynevezett Hortenzia-vidék (Região das Hortênsias) részei is, ez Brazília egyik fontos turisztikai célpontja, amely különösen a téli szezonban népszerű.

## Képek

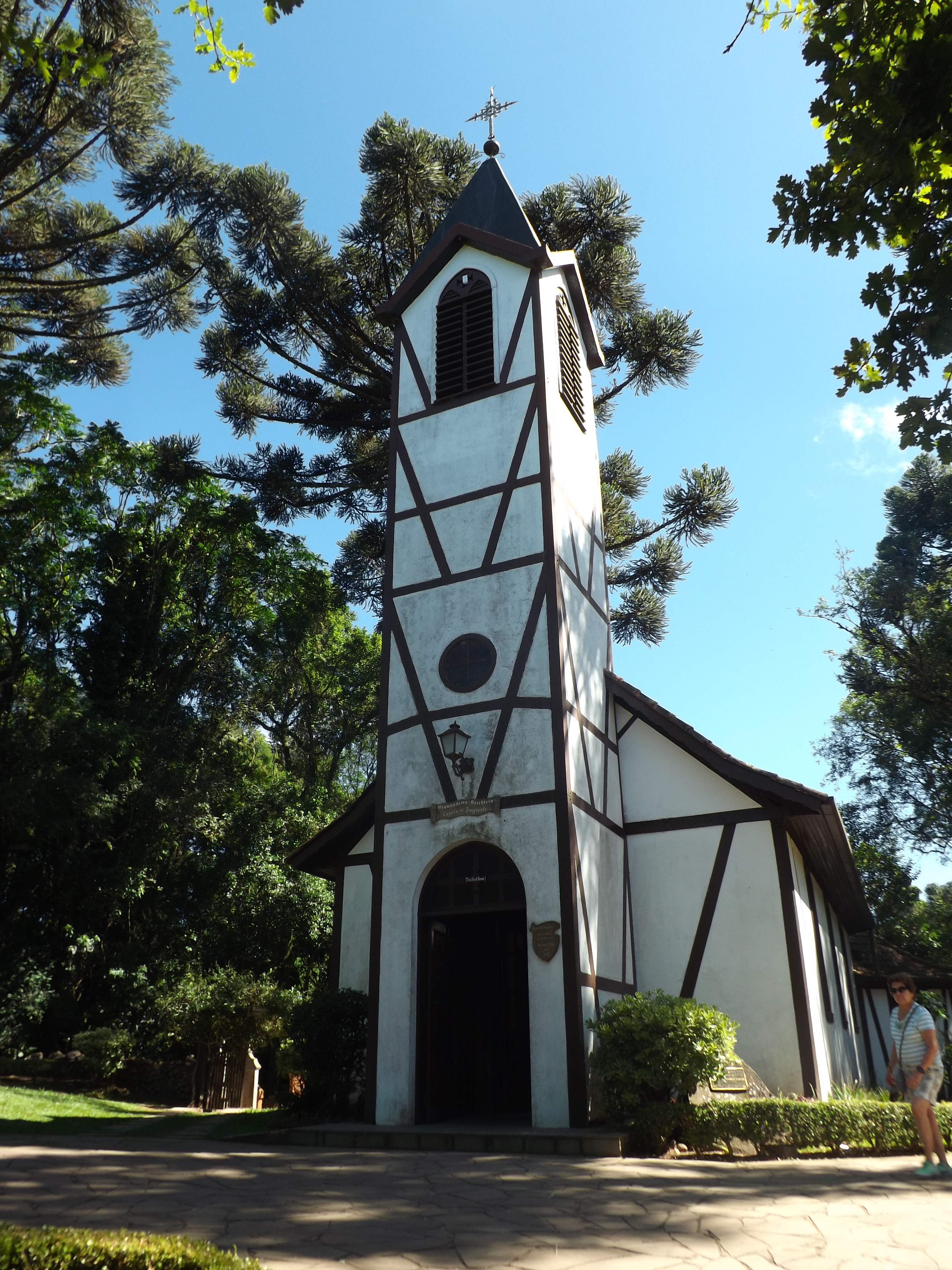
Nova Petrópolis
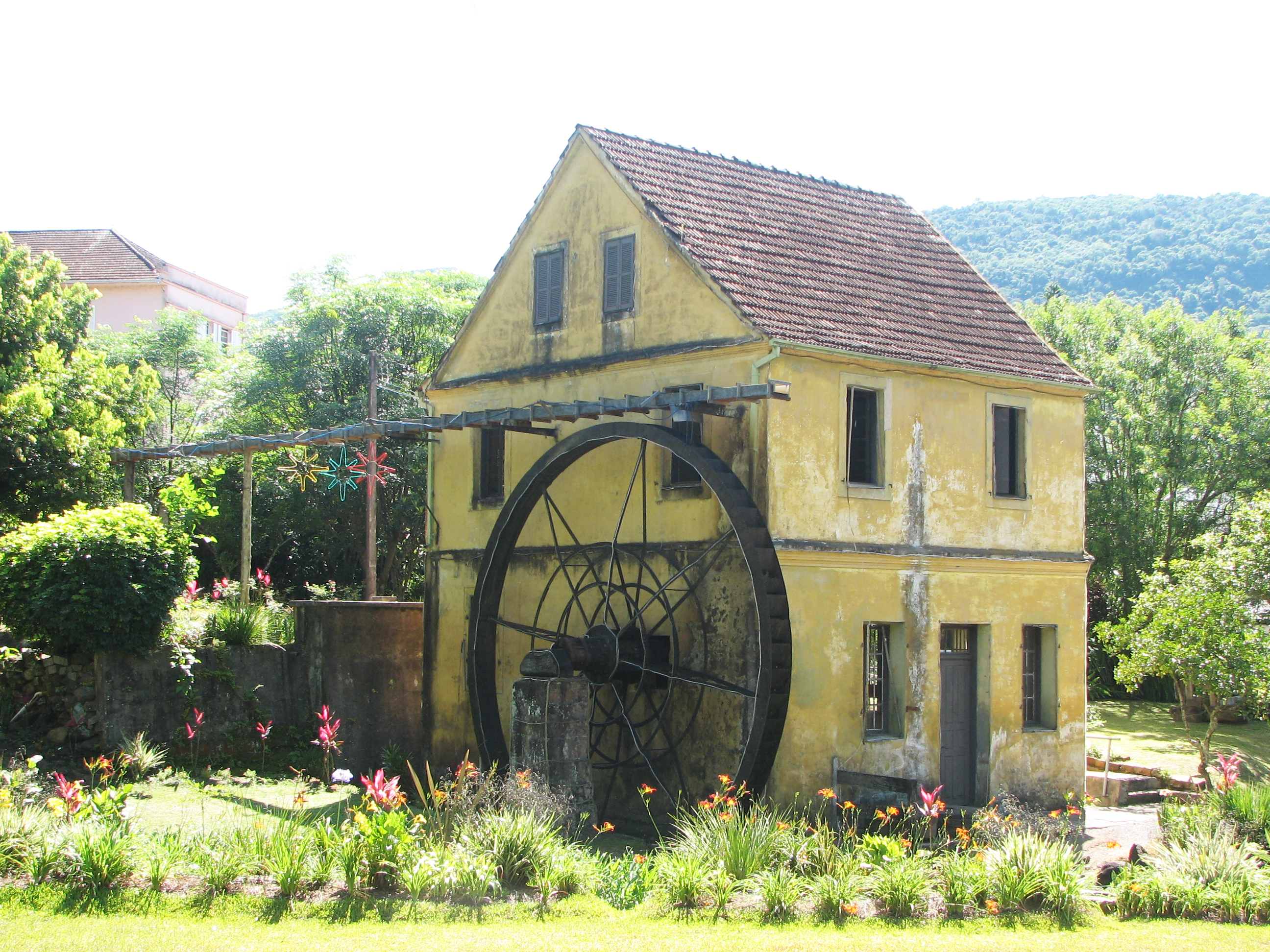
Picada Café
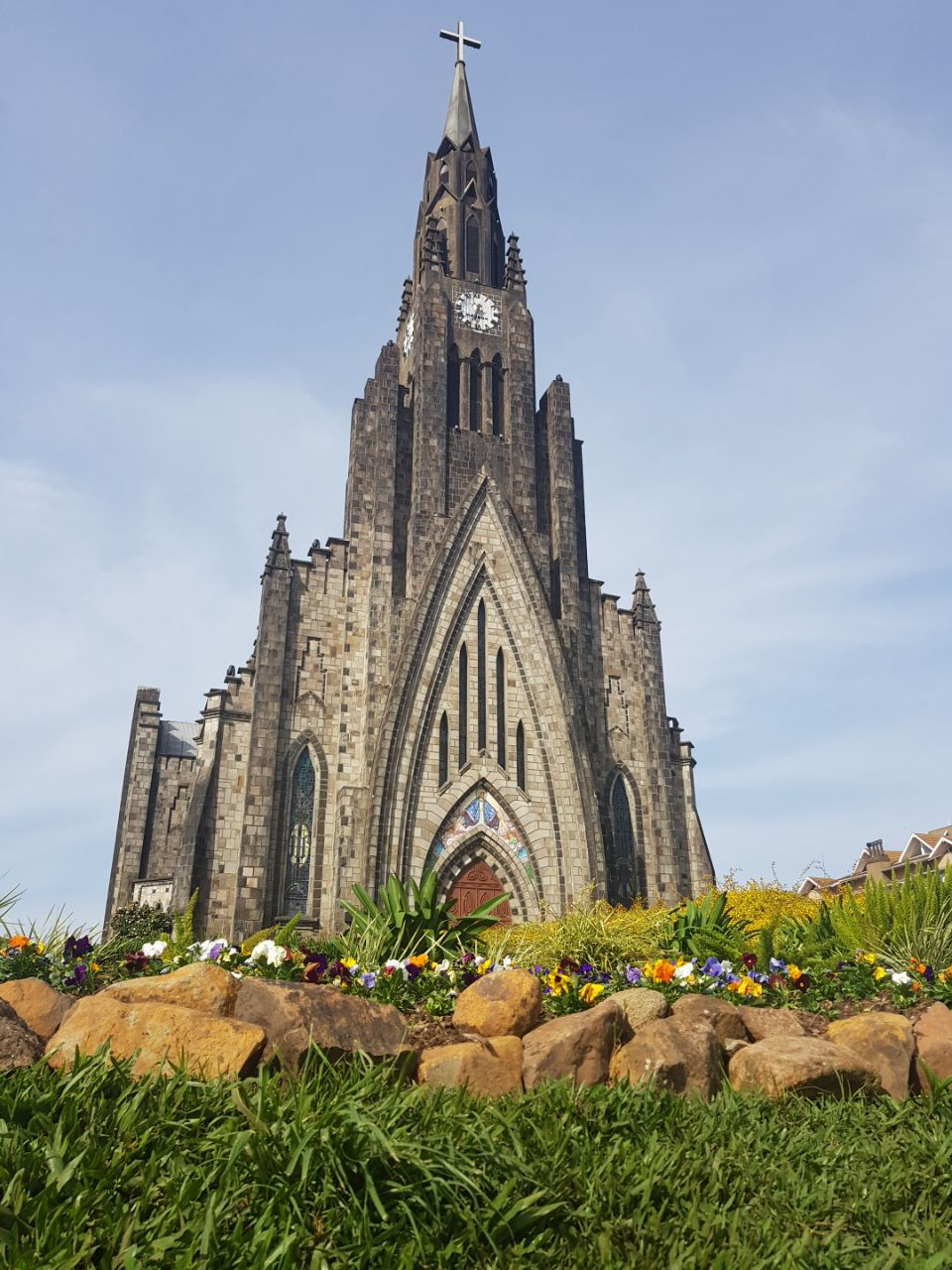
Canela
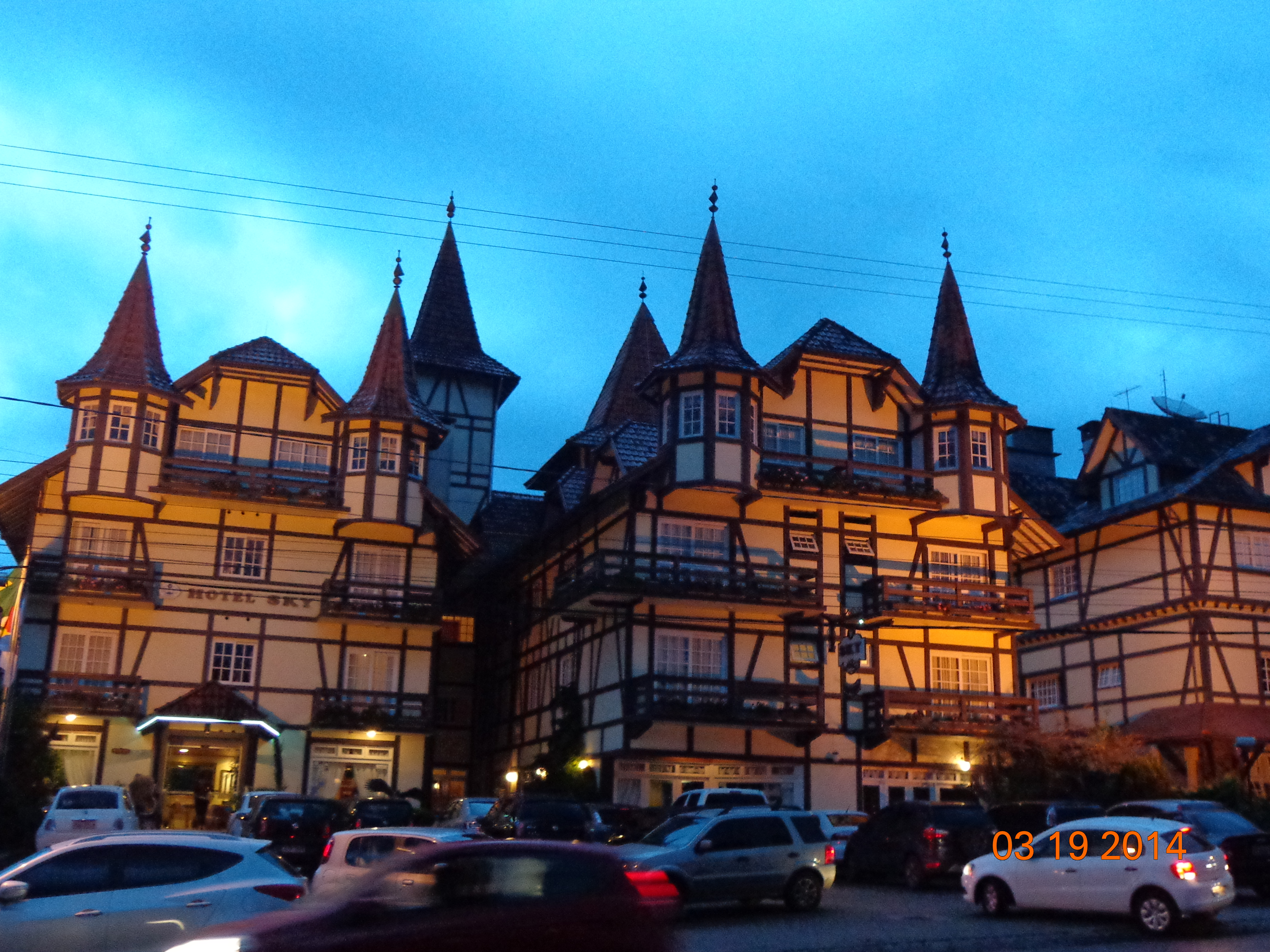
Gramado
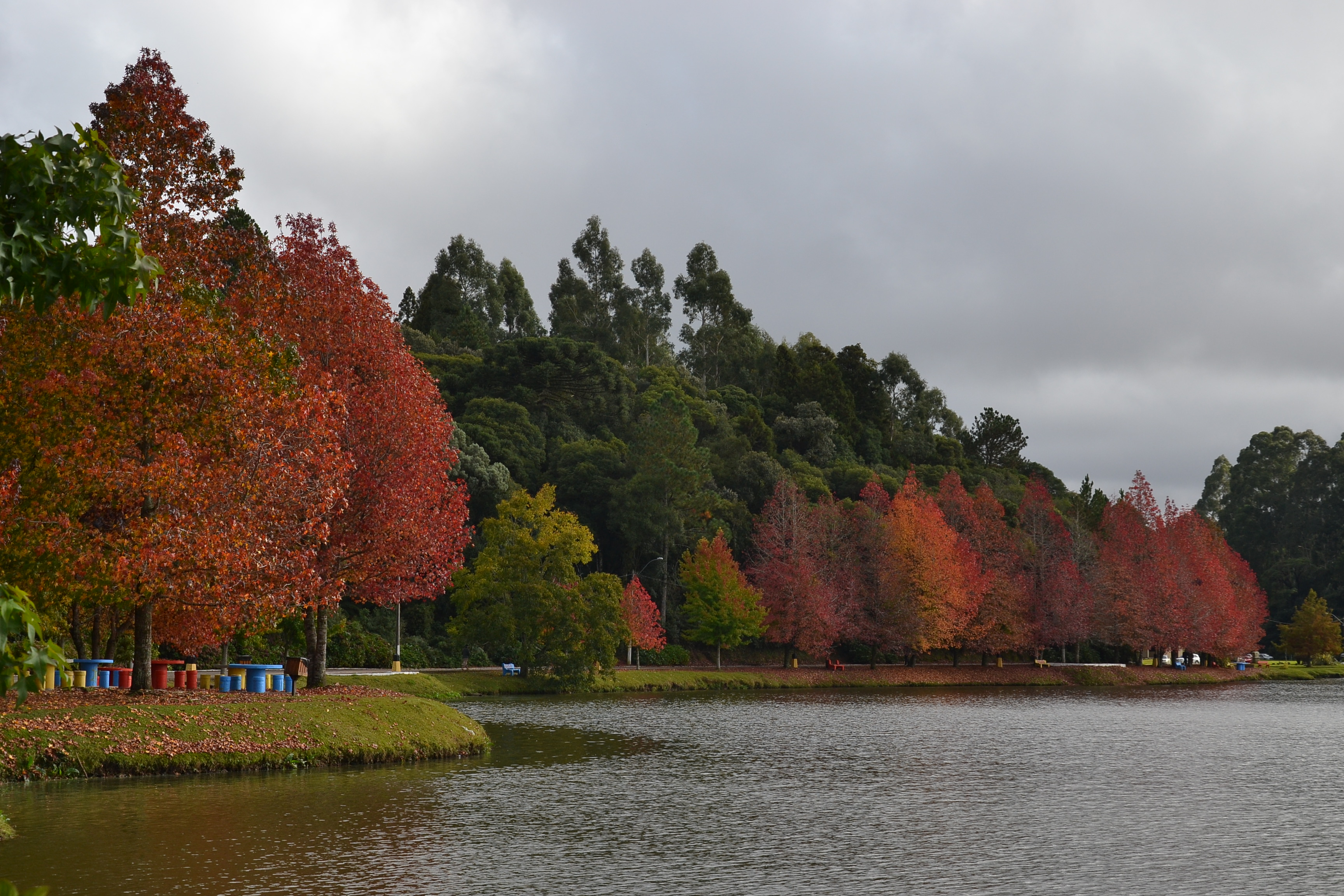
São Francisco de Paula